# Say Nothing
«Say Nothing» —en español: «No digas nada»— es una canción del cantante británico Example incluida en su cuarto álbum de estudio The Evolution of Man, y lanzado como primer sencillo del álbum, el 16 de septiembre de 2012. La canción fue escrita por Example, John McDaid, y Dirty South, producida también por este último. Debutó en la segunda ubicación del UK Singles Chart.

## Antecedentes
"Say Nothing", tuvo su estreno mundial el 30 de julio de 2012 en el programa radial Breakfast Show emitido por Capital FM. En una entrevista  declaró que "Say Nothing" y "Perfect Replacement" (producido por Feed Me) debutarán en agosto de 2012 en el marco del V Festival.
El 30 de julio de 2012, Example reveló el arte de tapa del sencillo a través de Twitter y confirmó a raíz de un comentario en Facebook, que la foto es del mismo Example cuando era un niño, alrededor de dos años en capas sobre una foto que tomó en Austria en un avión . En una entrevista, contó que la foto original ganó un concurso de "Baby Good Looking" en un periódico local, y quería la portada del sencillo sea algo diferente al común y "aburrido" arte de tapa, y sólo quería que se viera un poco más 'cool'.

## Video musical
El video fue dirigido por Adam Powell y estrenado el 8 de agosto por el canal oficial de Example en YouTube. Fue filmado en Almería, España. Está ambientado en un pueblo abandonado donde extraños personajes posapocalípticos deambulan en un árido paisaje. Lobos, iguanas, brujas, astronautas y otros individuos bizarros se entremezclan junto al propio Example y unos jóvenes motoqueros del apocalipsis.

## Lista de canciones
| Descarga digital |                                         |          |  |
| N.º              | Título                                  | Duración |  |
| 1.               | «Say Nothing» (Radio Edit)              | 3:46     |  |
| 2.               | «Say Nothing» (Extended Club Mix)       | 5:45     |  |
| 3.               | «Say Nothing» (Hardwell & Dannic Remix) | 6:15     |  |
| 4.               | «Say Nothing» (Foamo Remix)             | 5:41     |  |
| 5.               | «Say Nothing» (Roska Remix)             | 3:37     |  |
| 6.               | «Say Nothing» (TC Remix)                | 3:44     |  |

| Descarga digital: Say Nothing (BURNS Remix) - Single |                             |          |  |
| N.º                                                  | Título                      | Duración |  |
| 1.                                                   | «Say Nothing» (BURNS Remix) | 4:39     |  |

## Posicionamiento en listas
| Lista (2012)                          | Mejor posición |
| ------------------------------------- | -------------- |
| Australia (ARIA)                      | 54             |
| Eslovaquia (Rádio Top 100)            | 66             |
| Escocia (The Official Charts Company) | 2              |
| Irlanda (IRMA)                        | 22             |
| Reino Unido (UK Singles Chart)        | 2              |
| Reino Unido (UK Dance Chart)          | 1              |
| Reino Unido (UK Indie Chart)          | 1              |
| República Checa (Rádio Top 100)       | 94             |

### Sucesión en listas
| Anterior: «Bom Bom» de Sam and the Womp           | UK Dance Chart — Sencillo número uno 29 de septiembre de 2012 — 12 de octubre de 2012 | Siguiente: «She Wolf (Falling to Pieces)» de David Guetta con Sia |
| Anterior: «Harder Than You Think» de Public Enemy | UK Indie Chart — Sencillo número uno 29 de septiembre de 2012 — 12 de octubre de 2012 | Siguiente: «Skyfall» de Adele                                     |

## Créditos
- Elliot Gleave – voces, composición
- Johnny McDaid – composición

Producción
- Dragan Roganović – producción
- Graham Coxon – guitarra
- Tom Goss - guitarra
- Wez Clarke – mezclador